# Majidae
Majidae Samouelle, 1819 è una famiglia di granchi decapodi.

## Generi
- Eurynolambrinae Števčić, 1994
  - Eurynolambrus H. Milne-Edwards & Lucas, 1841
- Majinae Samouelle, 1819
  - Ageitomaia Griffin & Tranter, 1986
  - Anacinetops Miers, 1879
  - Choniognathus Rathbun, 1932
  - Cyclax Dana, 1851
  - Entomonyx Miers, 1884
  - Eurynome Leach, 1814
  - Jacquinotia Rathbun, 1915
  - Kasagia Richer de Forges & Ng, 2007
  - Kimbla Griffin & Tranter, 1986
  - Leptomithrax Miers, 1876
  - Maiopsis Faxon, 1893
  - Maja Lamarck, 1801
  - Majella Ortmann, 1893
  - Microhalimus Haswell, 1880
  - Naxia Latreille, 1825
  - Notomithrax Griffin, 1963
  - Paraentomonyx T. Sakai, 1983
  - Paramithrax H. Milne-Edwards, 1837
  - Pippacirama Griffin & Tranter, 1986
  - Prismatopus Ward, 1933
  - Schizophroida T. Sakai, 1933
  - Schizophrys White, 1848
  - Seiitaoides Griffin & Tranter, 1986
  - Temnonotus A. Milne-Edwards, 1875
  - Teratomaia Griffin & Tranter, 1986
  - Thersandrus Rathbun, 1897
  - Tumulosternum McCulloch, 1913
- Mithracinae MacLeay, 1838
  - Ala Lockington, 1877
  - Coelocerus A. Milne-Edwards, 1875
  - Cyclocoeloma Miers, 1880
  - Cyphocarcinus A. Milne-Edwards, 1868
  - Leptopisa Stimpson, 1871
  - Macrocoeloma Miers, 1879
  - Micippa Leach, 1817
  - Microphrys Milne-Edwards, 1851
  - Mithraculus White, 1847
  - Mithrax A. G. Desmarest, 1823
  - Nemausa A. Milne-Edwards, 1875
  - Paranaxia Rathbun, 1924
  - Picroceroides Miers, 1886
  - Stenocionops A. G. Desmarest, 1823
  - Teleophrys Stimpson, 1860
  - Thoe Bell, 1836
  - Tiarinia Dana, 1851
- Planoterginae Števčić, 1991
  - Hemus A. Milne-Edwards, 1875
  - Planotergum Balss, 1935